# Krishnapura, Belur
Krishnapura là một làng thuộc tehsil Belur, huyện Hassan, bang Karnataka, Ấn Độ.